# Lengenfeld (Vogtland)
Lengenfeld je město v německé spolkové zemi Sasko. Nachází se v zemském okrese Fojtsko a má přibližně 7 100 obyvatel.

## Geografie

### Poloha
Město leží v údolí řeky Göltzsch, téměř 20 km jihozápadně od města Cvikov a 20 km severovýchodně od Plavna. Nachází se na východě přírodní oblasti Fojtsko a v saské části historického území Fojtska.

### Části města
- Irfersgrün
- Pechtelsgrün
- Plohn/Abhorn
- Grün
- Schönbrunn
- Waldkirchen
- Weißensand
- Wolfspfütz

## Historie

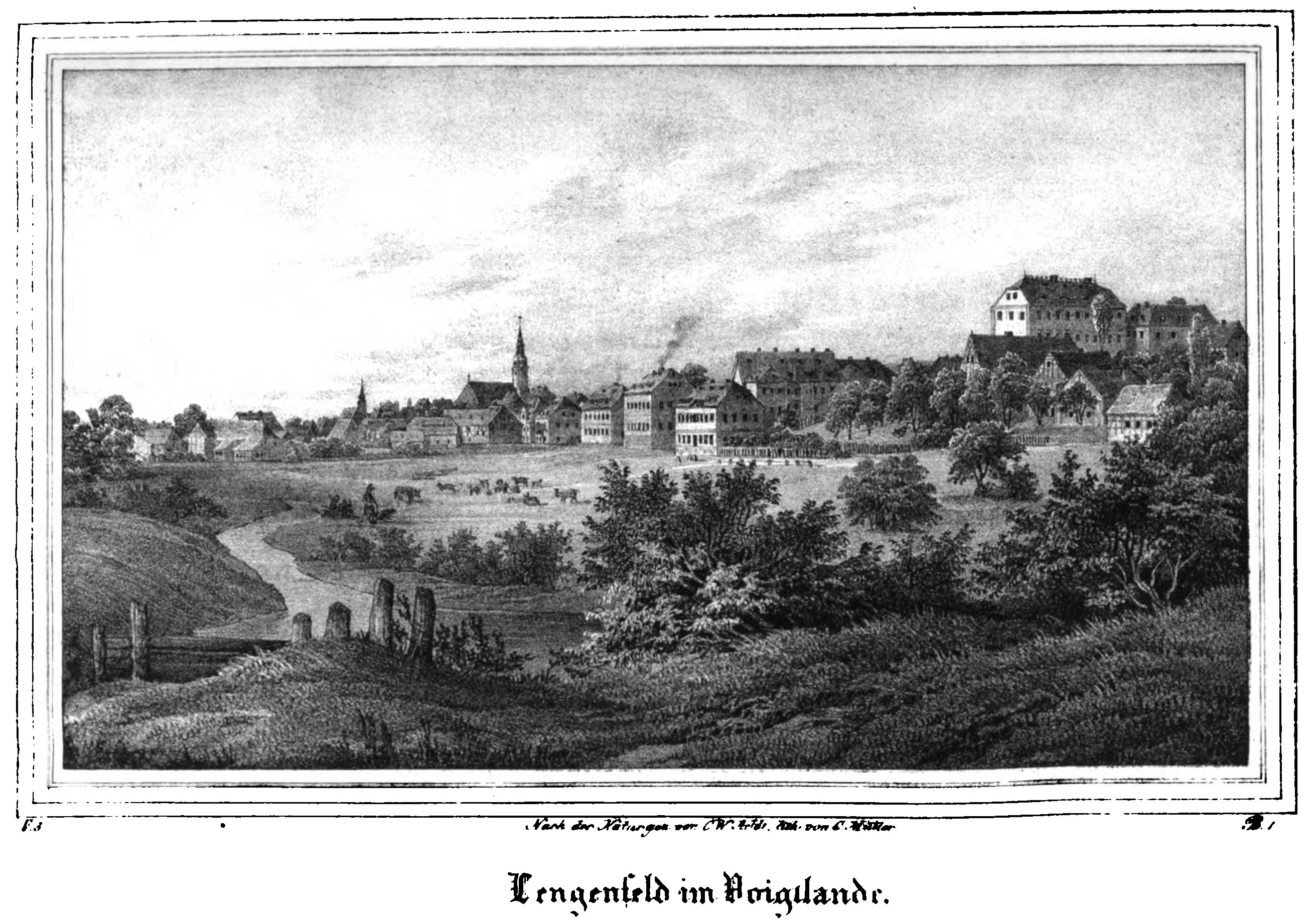
Lengenfeld v roce 1840

Lengenfeld byl založen v letech 1150 až 1230 jako lesní lánová ves franskými osadníky. První doložená zmínka o Lengenfeldu pochází z roku 1438 v souvislosti s darem z Hoyersmühle (dnešní Klopfermühle) na martinský oltář ve farním kostele ve Cvikově. Starosta byl zmíněn již v roce 1419. V tomto období se rozvíjel i vývoj od vesnice k městečku s městskými právy. Zatímco již v roce 1430 se o místě hovořilo jako o trhu, jako o městečku se o něm mluví až v roce 1764. K roku 1471 je doložena příslušnost Lengenfeldu k panství Mylau. Conrad Metzsch udělil místu privilegia a osvobození od povinné práce. Již v roce 1519, tj. druhý rok po vyvěšení tezí ve Wittenbergu byla v Lengenfeldu zavedena reformace. V souvislosti s tím existoval během selské války v roce 1525 v sousedním Waldkirchenu selský tábor.
Lengenfeld se velmi rychle rozvíjel v 16. století. První učitel je uváděn k roku 1541, první radnice k roku 1544 a první samostatná farnost k roku 1545. Založení soukenického cechu v roce 1562 bylo předpokladem k tomu, aby se Lengenfeld stal významnou textilní lokalitou. Rok 1633 byl nejčernějším rokem v historii města, kdy Lengenfeld pocítil hrůzy třicetileté války a téměř polovina tehdejšího obyvatelstva, 233 lidí, zemřela na mor. Během této doby byl zničen i sousední hrad Plohn. V roce 1714 obdržel Lengenfeld od císaře Karla VI. privilegium obchodovat s látkou v rakouských zemích. V roce 1778 zde byl založen tkalcovský cech. Se vznikem továrny na bavlnu se počet obyvatel Lengenfeldu v letech 1779 až 1794 téměř zdvojnásobil. Ze soukenického řemesla se vyvinula výroba sukna, plstěných látek a bílého plátna. V letech 1806 a 1807 zde postavil Gottlob Friedrich Thomas první strojní přádelnu bavlny ve Fojtsku pomocí spřádacích strojů, které sám postavil. První parní stroj ve městě byl instalován v letech 1836 a 1837. V roce 1841 byly provedeny poslední pokusy o rýžování zlata na řece Göltzsch. Pro srovnání, v roce 1730 bylo mezi Hoyersmühle a Mühlwand sedm rýžoven zlata.

## Osobnosti

### Čestní občané
- Hermann Gerisch (1910–1994), učitel, místní historik, dialektový básník
- Gottlob Friedrich Thomas (1859–1921), radní, výrobce plstěných látek, zakladatel Lengenfeldského parku
- Ernst Baumgärtel (1851–1939), obchodní rada, významný průmyslník ve městě
- Eduard Feustel (1874–1955), velkoobchodník s vlnou, přispěl zejména městské nemocnici
- Wilhelm Bernhard Hildebrand (1825–1898), pastor v Lengenfeldu
- Edwin Schubert (1893–1996), čestný občan místní části Waldkirchen, místní kronikář Waldkirchenu

### Rodáci
- Johann Friedrich Ackermann (1726–1804), lékař a vysokoškolský učitel
- Christian Gottlieb Hüttner (1787–1854), vrchní ředitel saského poštovního systému
- Gottlob Friedrich Thomas (1755–1835), průmyslový průkopník a majitel přádelny
- Ernst Gottschald (1795–1871), starosta Plavna
- Johann Gottlieb Leipoldt (1803–1872), misionář v Jižní Africe, spoluzakladatel Wupperthalu
- Johann Gotthelf Christian Weiß (1803–1884), majitel přádelny a tkalcovny, v roce 1883 založil přádelnu s pozdější tovární osadou
- Konstantin von Tischendorf (1815–1874), teolog
- Franz Eduard Weidenmüller (1819–1892), majitel přádelny
- Otto Beutler (1853–1926), právník, primátor Drážďan
- Max Fickenwirth (1868–1938), gymnasta, ředitel saského učitelského ústavu pro tělocvik
- Robert Müller (1868–1948), politik, poslanec saského zemského sněmu a soudce
- Karl Kautzsch (1887–1978), politik, poslanec saského zemského sněmu a zemský rada
- Helmut Bechler (1898–1971), generálmajor Wehrmachtu ve druhé světové válce
- Siegbert Hummel (1908–2001), tibetolog, sinolog
- Karl Adolf Schwabe (1909–1990), mistr barvíř a politik, poslanec Říšského sněmu
- Bernhard Bechler (1911–2002), důstojník Wehrmachtu, po roce 1945 ministr vnitra spolkové země Braniborsko v sovětské okupační zóně, později u Národní lidové armády
- Carl Ordnung (1927–2012), publicista a politik (DDR-CDU)
- Siegfried Stöckigt (1929–2012), pianista
- Michael Ketting (* 1950), inženýr, manažer a profesor technologie stavebních strojů
- Gunter Wild (* 1958), politik